# 法烏斯塔
法烏斯塔（289年—326年），羅馬帝國皇后。她是马克西米安的女儿，也是君士坦丁大帝的第二任妻子，她最終因不明原因被处决并被記錄抹煞。历史学家佐西姆斯和约翰·佐纳拉斯認為法烏斯塔是因与继子克里斯普斯通奸而被处决。